# Атлетіко Тукуман
«Атлетіко Тукуман» (ісп. Club Atlético Tucumán) — аргентинський футбольний клуб з міста Сан-Мігель-де-Тукуман, адміністративного центру провінції Тукуман.

## Історія
«Атлетіко Тукуман» був заснований 27 вересня 1902 року і є одним із найстаріших клубів Аргентини. Був учасником елітного дивізіону Аргентини в 1973—1981 роках, а також в сезоні 1984 року. Кращий виступ команди випав на 1979 рік, коли «Атлетіко Тукуман» досяг півфіналу турніру Метрополітано.
В останні роки команда виступала на третьому рівні в системі ліг Аргентини. У сезоні 2007/08 «Атлетіко Тукуман» фінішував першим в Торнео Архентіно A (одна з двох ліг третього дивізіону) і кваліфікувався до Прімери B Насьональ на наступний сезон. У сезоні 2008/09 команда впевнено посіла перше місце в дивізіоні і забезпечила собі пряму путівку до елітного аргентинського дивізіону — Прімери, однак не зуміла закріпитися в ньому і з 2010 року знову грає в Прімері B.
За підсумками 2015 року «Атлетіко Тукуман» став чемпіоном Прімери B Насьональ і повернувся до Прімери.
Найпринциповішим суперником для «Атлетіко Тукуман» є інша команда з того ж міста, «Сан-Мартін».

## Досягнення
- Володар Кубка чемпіонів Республіки (1): 1959
- Фіналіст Кубка Аргентини (1): 2017
- Переможець Прімера B Насьональ (2): 2008/09, 2015
- Переможець Торнео Архентіно A (третій за рівнем дивізіон) (1): 2007/08

## Відомі гравці
- Рікардо Вілья (1974—1976) — чемпіон світу 1978
- Крістіан Луккетті (2012— т. ч.)
- Педро Монсон (1995—1996) (віце-чемпіон світу 1990)
- Хосе Даніель Понсе (1984)
- Мігель Рімба (1995—1996)
- Луїс Мігель Родрігес (2004—2010; з 2011)
- Марсело Серрісуела (рекордсмен клубу за кількістю голів)
- Віктор Уго Хіменес (1980-ті)